# Frederic Hymen Cowen
Sir Frederic Hymen Cowen, właśc. Hymen Frederick Cowen (ur. 29 stycznia 1852 w Kingston na Jamajce, zm. 6 października 1935 w Londynie) – angielski kompozytor, dyrygent i pianista.

## Życiorys
Od 1856 roku mieszkał w Anglii. Zaczął komponować w wieku 6 lat, dwa lata później był już autorem operetki. W latach 1860–1866 pobierał lekcje muzyki u Juliusa Benedicta i Johna Gossa. W 1864 roku debiutował jako pianista. Studiował w Lipsku (1865–1866) u Ernsta Richtera, Moritza Hauptmanna, Ignaza Moschelesa i Carla Reineckego oraz w Berlinie (1867) u Friedricha Kiela i Karola Tausiga. W 1868 roku powrócił do Londynu, prowadząc działalność jako pianista i kompozytor. Występował jako akompaniator Mapleson’s Italian Opera Company i Her Majesty’s Theatre. W 1869 roku odniósł wielki sukces swoją I symfonią i koncertem fortepianowym.
Od 1884 roku występował jako dyrygent. W 1888 roku odbył tournée po Australii. Dyrygował londyńskim Royal Philharmonic Society (1888–1892 i 1900–1907), Hallé Orchestra w Manchesterze (1896–1899), Liverpool Philharmonic Society (1896–1913) i Scottish Orchestra (1900–1907). Dyrygował również festiwalami muzycznymi w Bradford (od 1897) i Cardiff (1902–1910) oraz Handel Festival (1903–1923). Otrzymał doktorat honoris causa Uniwersytetu w Cambridge (1900) i Uniwersytetu Edynburskiego (1910). W 1911 roku przyznano mu tytuł szlachecki.
W 1913 roku opublikował swoją autobiografię My Art and My Friends (1913).

## Twórczość
Jako dyrygent udoskonalił system pracy z orkiestrą i wprowadził do repertuaru wiele nowych pozycji. Jego własne kompozycje cechowały się walorami kolorystycznymi i wdziękiem melodycznym, pozbawione były jednak większej inwencji rytmicznej, stąd George Bernard Shaw zarzucał im brak temperamentu.
Skomponował m.in. sześć symfonii (I c-moll 1869, II f-moll 1872, III c-moll „Scandinavian” 1880, IV b-moll „Welsh” 1884, V F-dur 1887, VI E-dur „Idyllic” 1897), Sinfoniettę A-dur (1881), suity The Language of Flowers (1880) i In Fairyland (1886), uwertury: d-moll (1866), Festival Overture (1872), Niagara (1881) i The Butterfly’s Ball (1901), In the Olden Time na orkiestrę smyczkową (1883), Indian Rhapsody (1903), koncert fortepianowy a-moll (1869), Concertstück na fortepian i orkiestrę (1900), kwartet smyczkowy c-moll (1866), trio fortepianowe A-dur (1865), opery Pauline (1876), Thorgrim (1890), Signa (1893) oraz Harold, or The Norman Conquest (1895), kantaty, trzy oratoria, ponad 300 pieśni.